# Saltimbocca

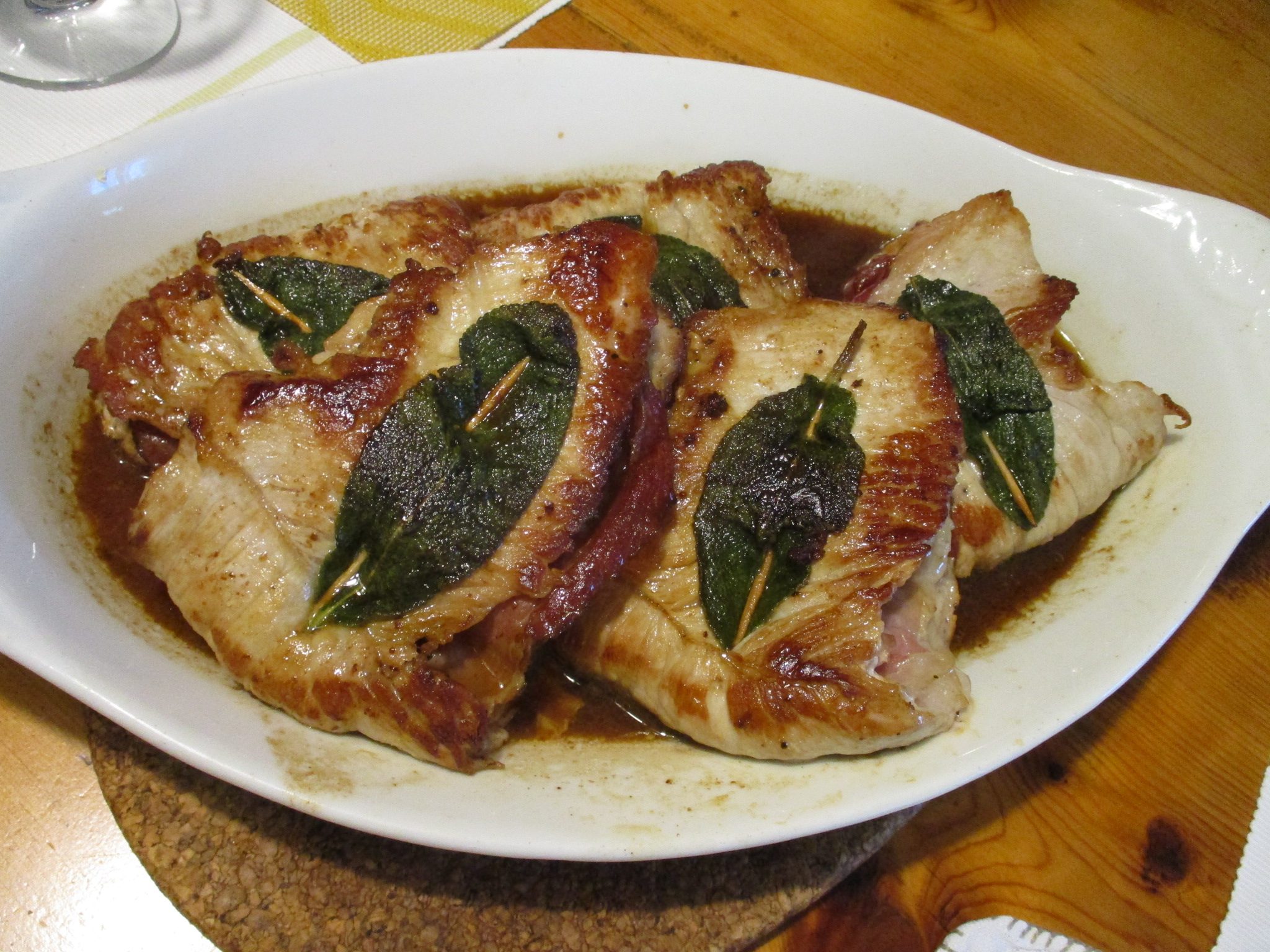
Saltimbocca de pollo.

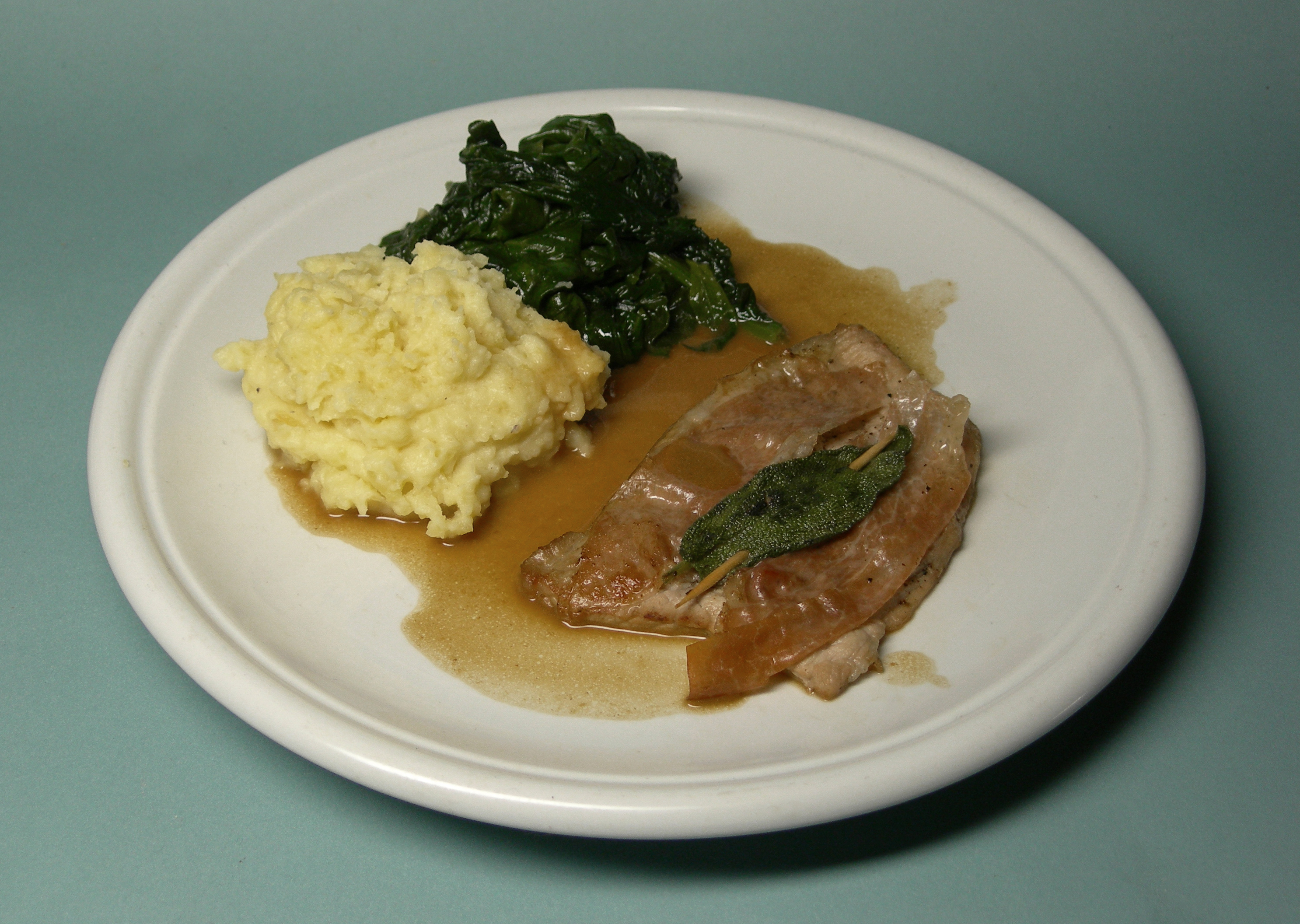

El saltimbocca (del italiano dialectal de Roma: Salt' im bocca!, Salto en la boca) es un plato tradicional de la cocina italiana muy típico de Roma elaborado con ternera, jamón y salvia. Suele denominarse con el apelativo de "alla Romana". Cuando se toma enrollado y ligeramente enharinado, guarda cierta similitud con el flamenquín cordobés.